# ドロシー・クラッターバック
ドロシー・クラッターバック（Dorothy Clutterbuck、1880年1月19日 - 1951年1月12日）は、ジェラルド・ガードナーが1939年に加入したと主張したペイガン魔女集団であるニュー・フォレスト・カヴンの一人の主導的メンバーとしてガードナーがその名を挙げた富裕なイングランド人女性。彼女はウイッカの歴史において多少の重要性のある人物となっている。クラッターバックは聖公会の信者であり、自身が魔女であるとは公言しなかった。彼女が異教的信仰を持っていたかどうかは議論がある。